# Ramón Menéndez Pidal
|  | Aquest article tracta sobre l'escriptor. Si cerqueu l'avinguda de València, vegeu «avinguda de Ramón Menéndez Pidal». |

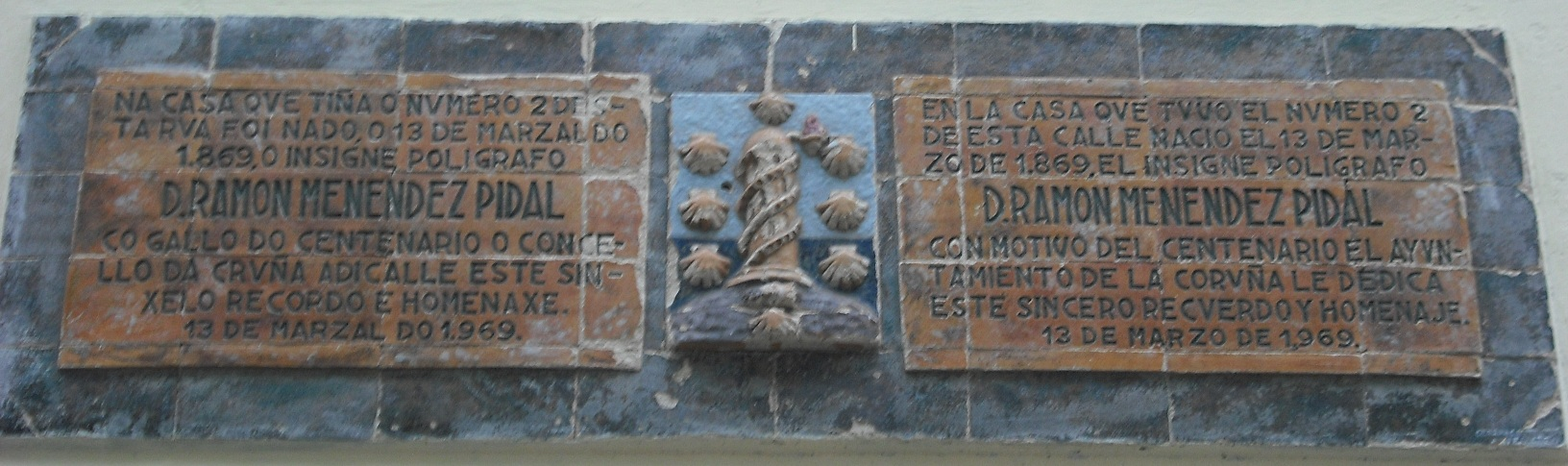
Placa commemorativa del naixement de Menéndez Pidal, situada a la que va ser la seva casa natal.

Ramón Menéndez Pidal (La Corunya, 13 de març de 1869 - Madrid, 14 de novembre de 1968) fou un filòleg, historiador, folklorista i medievalista espanyol, creador de l'escola filològica espanyola, membre erudit de la Generació del 98. Pare de Gonzalo Menéndez Pidal y Goyri i de Jimena Menéndez-Pidal Goyri.

## Biografia
Nascut a La Corunya, va ser batejat el dia 18 de març de 1869 a l'Església Parroquial Col·legiata de Santa María del Campo de la Corunya amb els noms de Ramón Francisco Antonio Leandro. Era fill del magistrat Juan Menéndez Fernández, natural de Payares (Astúries), i de Ramona Pidal, natural de Villaviciosa i germà de Juan i Luis. Quan tenia tretze mesos el seu pare es va traslladar a Oviedo, destituït de Magistrat per no jurar la Constitució Espanyola de 1869; en aquesta ciutat va viure fins als set anys, quan el seu pare va ser rehabilitat en el càrrec i destinat a Sevilla. Als deu anys es va examinar per ingressar en l'Institut d'Albacete, ciutat a la qual havia estat destinat el seu pare com a magistrat; en aquest institut va iniciar el Segon Ensenyament, que va prosseguir a Burgos (segon curs) i Oviedo (tercer i cambra). En 1883 es troba en l'Instituto Cardenal Cisneros de Madrid. A aquest període de la seva formació va anomenar-lo «la seva castellanització», segons va escriure Carmen Conde el 1969, perquè els seus «condeixebles es burlaven dels asturianismes de la seva parla». Després va estudiar en la Universitat de Madrid, on va ser deixeble de Marcelino Menéndez Pelayo i, en 1899, va obtenir la càtedra de Filologia Romànica de la Universitat de Madrid, que hauria de conservar fins a la seva jubilació, el 1939. Aquest 1899, el 28 d'octubre, ingressa en la Real Biblioteca de Madrid no com a personal de plantilla sinó com a "auxiliar temporer" per a l'elaboració del Catálogo de manuscritos, després de l'èxit del Catálogo de Crónicas Generales de España (1898). Va romandre vinculat a la Reial Biblioteca fins al 5 d'abril de 1911, encara que va estar absent durant diversos períodes per diversos viatges europeus i americans. Va destacar l'ocasionat per ser comissari general en el laudo arbitral de la qüestió de límits entre Equador i el Perú, després de ser designat comissari per Alfons XIII d'Espanya el 1904. Durant la seva tasca en la Real Biblioteca de Madrid no es va poder acabar Catálogo de manuscritos, si bé va ser fonamental per a la seva tasca de fixar les fonts històriques d'Espanya a partir de la cronística, i va estudiar-hi amb afany els cançoners i romancers manuscrits.
El 1900 es va casar amb María Goyri, la primera dona que va fer estudis oficials i els va acabar en la Facultat de Filosofia i Lletres (1896). En el seu viatge de noces van descobrir tots dos la persistència del Romancero espanyol com a literatura oral i van començar a recollir molts romanços en successives excursions per terres de Castella la Vella. Electe per la Reial Acadèmia Espanyola el 1901, el seu mestre Menéndez Pelayo va pronunciar el seu discurs d'acolliment.
Una vegada acabada la seva tasca i signada l'acceptació de l'arbitratge entre Equador i el Perú per la qüestió de límits, va poder viatjar per altres països hispanoamericans per estudiar-hi el Romancero tradicional espanyol que encara pervivia. El 16 de juny de 1910 va ser nomenat President del Comitè Directiu de la Residencia de Estudiantes, creada el 6 de maig del mateix any. El 2 de març de 1915 va ser confirmat en el càrrec de Director del Centro de Estudios Históricos, que venia exercint des de la seva creació. El 21 de maig de 1926 va ser elegit vicepresident primer de la Junta para Ampliación de Estudios e Investigaciones científicas; totes aquestes institucions es trobaven relacionades amb els principis propugnats per la Institución Libre de Enseñanza i, de fet, una de les seves filles va ser la pedagoga Jimena Menéndez-Pidal Goyri, fundadora del centre d'ensenyament Colegio Estudio, l'ideari del qual recolliria l'esperit de l'ILE.
El 1925 va ser nomenat director de la Reial Acadèmia Espanyola. Durant la Guerra Civil espanyola va decidir sortir d'Espanya i va viure a Bordeus, Cuba, Estats Units i París. Al setembre de 1937 va inaugurar sengles cursos en la Columbia University sobre «La història de la llengua espanyola» i «Els problemes de l'èpica i el romancer». A Bordeus, urgit per la Guerra Civil espanyola, va començar a escriure la Historia de la lengua Española obra pòstuma publicada en el 2005 a cura del seu net Diego Catalán Menéndez Pidal. El 1939 va cessar de director de la Reial Acadèmia Espanyola en senyal de protesta davant les decisions que el poder polític va prendre sobre la situació d'alguns dels seus membres; no obstant això, va tornar a ser nomenat director el 1947 i va seguir en aquest càrrec fins a la seva mort, no sense aconseguir, com pretenia anteriorment amb la seva dimissió, que les butaques d'acadèmics exiliats romanguessin sense cobrir fins que morissin. El 31 de maig de 1950, va ser nomenat fill adoptiu de Burgos amb suport ministerial, obligatori per ordre circular de 20 de juliol de 1939.

## Obra

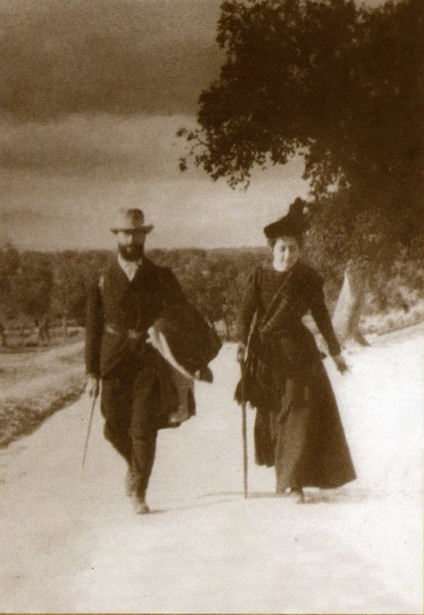
Ramón Menéndez Pidal i María Goyri el 1900, fent la ruta del Cid en el seu viatge de noces. Arxiu Digital Ramón Menéndez Pidal.

En 1893 la Reial Acadèmia Espanyola va premiar un estudi seu sobre la gramàtica i vocabulari del Poema del Cid, que va publicar anys després. El seu primer llibre important va ser La leyenda de los infantes de Lara (1896), un estudi exhaustiu de la llegenda i de la seva transmissió fins al segle xx la importància del qual derivaria de ser el germen del seu intent ulterior d'explicar la totalitat de la primitiva èpica medieval castellana, llavors descurada per la crítica. La seva tesi es resumeix en l'origen oral, anònim i fragmentari dels cantessis de gesta. Va seguir desenvolupant la seva tesi en l'edició de la seva tesi doctoral: Cantar del Mío Cid: texto, gramática y vocabulario (1908–1912), edició paleogràfica acompanyada d'importants notes erudites, revisades no obstant això per la crítica actual.
Va reconstruir a més la gramàtica de l'època a partir del material lingüístic d'aquesta obra, la qual cosa asseia les bases de la seva fonamental Gramática histórica. Per aquesta obra va rebre un premi de la Reial Acadèmia de la Història.
En 1899 va guanyar la càtedra de Filologia Romànica de la Universitat Central, que va exercir fins a la seva jubilació el 1939. Des de la càtedra i des del Centro de Estudios Históricos, institució vinculada al krausisme de la Institución Libre de Enseñanza, de la que en va ser nomenat director el 1910, va impulsar la Institució per convertir-la en precursora del que seria el Consell Superior d'Investigacions Científiques, fundat el 1939, res més acabar la Guerra, per impulsar les tasques científiques des del mateix Estat. Amb la seva labor acadèmica i en el CEH, va educar a tota una generació de filòlegs espanyols: Tomás Navarro Tomás, Américo Castro, Dámaso Alonso, Rafael Lapesa i Alonso Zamora Vicente, entre altres que en gran part van marxar a l'exili en acabar la Guerra Civil espanyola. El 1925, en complir-se les noces de plata del seu professorat, els seus deixebles i amics li van oferir un Homenatge consistent en tres volums d'estudis en els quals van col·laborar 135 autors espanyols i estrangers.
El 1902 va ingressar en la Reial Acadèmia Espanyola amb un discurs sobre El condenado por desconfiado de Tirso de Molina. El 1904 publicà el seu Manual de gramática histórica española que s'ha anat polint i enriquint en edicions posteriors. De 1906 és la publicació de «El dialecto leonés», imprès en la Revista de Archivos, Bibliotecas y Museos. El 1912 ingressà en la Reial Acadèmia de la Història amb un discurs sobre La Crónica General que mandó componer Alfonso X. El 1914 fundà la Revista de Filología Española, que va publicar com a annexos les obres que aleshores escrivien principalment els seus deixebles Navarro Tomás, Rodolfo Lenz, Wilhelm Meyer-Lübke o ell mateix, i que va suposar un autèntic rescat de l'hispanisme de mans estrangeres. Hi publicà estudis sobre Elena y María, les restes del Cantar de Roncesvalles, sobre el vocalisme en la toponímia ibèrica, etc. La Revista de Filologia Española es va seguir publicant durant la Guerra Civil a cura de Rafael Lapesa fins al tom 24, corresponent a l'any 1937, sota la supervisió de Tomás Navarro Tomás i direcció d'Emilio Alarcos García, encara que va sofrir algun retard per falta de paper per a la seva impressió en els tallers d'Hernando. El Centro de Estudios Históricos va romandre actiu almenys durant l'any 1937, obrint-se una secció a València a la Casa de la Cultura on treballaven Dámaso Alonso, Emilio Alarcos García i Antonio Rodríguez Moñino, a més de diversos becaris i els estrangers Bonfante i Ángel Rosenblat. Menéndez Pidal aprofità l'ocasió per sortir d'Espanya i per això, el 1938 el Govern de la Segona República Espanyola el va cessar com a Director delCentro de Estudios Históricos «per abandonament del servei» mentre estava donant un curs en la Columbia University de Nova York. Sobre aquest tema, hi ha en les memòries de Azaña una nota amarga sobre l'estada de Menéndez Pidal a Nova York, on pel que sembla va donar una conferència al Centre Italià d'aquesta ciutat.
Aquest mateix any el Govern de Franco va suprimir la Junta para Ampliación de Estudios e Investigaciones científicas i el Centro de Estudios Históricos, ja que s'estava gestant l'imminent Consell Superior d'Investigacions Científiques. En l'estiu de 1938, es va traslladar Menéndez Pidal a París, i fins al 4 de juliol de 1939 no se li va concedir permís per tornar a Madrid amb la seva família, ja que va pesar sobre ell un expedient de depuració que es va sobreseure quan va complir 83 anys. El tom 25 de la Revista de Filología Española va aparèixer l'any 1941 figurant com a fundador Ramón Menéndez Pidal, però en comptes de dependre del Centro de Estudios Históricos pertanyia al recentment creat CSIC. El nom de l'Institut va seguir sent el d'«Institut Antonio de Nebrija». En aquest nombre, entre altres signatures apareixen els noms d'Emilio Alarcos (pare), Dámaso Alonso, José María de Cossío, Vicente García de Diego, Manuel García Blanco, Francisco Rodríguez Marín, María Josefa Canellada, Alonso Zamora Vicente, Francesc de Borja Moll i Rafael Lapesa. Els deixebles de Menéndez Pidal, Amado Alonso i Alonso Zamora Vicente van crear sengles revistes de recerca filològica a Buenos Aires, el primer la Revista de Filología Hispánica i el segon Filología.
El 1924 Ramón Menéndez Pidal va publicar Poesía juglaresca y juglares, on investiga els orígens de la poesia a Castella i la seva relació amb les corts nobiliàries, i reconstrueix amb diversos testimoniatges fragmentaris una de les primeres serranillas.
La epopeya castellana a través de la literatura española (1910), traduïda per H. Merimée com a L'Epopée castillane à travers la Littérature espagnole, va demostrar la persistència de la tradició èpica castellana per mitjà del Romancer i el teatre clàssic barroc espanyol fins a l'actualitat (de fet, durant el seu viatge de noces; Menéndez Pidal s'adonà que seguien recitant-se romanços d'origen medieval entre el poble i es va encarregar d'iniciar l'estudi d'aquestes manifestacions orals de l'èpica, que no existeixen en cap altra cultura excepte en la iugoslava). El 1925 va publicar un erudit estudi històric, La España del Cid (1929). Reliquias de la poesía épica española (1952); Romancero hispánico (1953) y Poesía juglaresca y juglares, cuya última redacción corresponde a 1957.
Les seves obres estrictament filològiques són: Manual elemental de gramática histórica española (1904), successivament ampliat i corregit i amb una importància derivada d'haver implantat els mètodes científics en la Filologia hispànica, Orígenes del español (1926), anàlisi monumental i molt erudit dels primers temps del castellà rigorosament atès a la més estricta cientificitat de les lleis fonètiques; Toponimia prerrománica hispana (1953), El dialecto leonés (1906), etc. També va fer diversos treballs sobre estilística com La lengua de Cristóbal Colón y otros ensayos (1942), en què analitza les particularitats lingüístiques i estilístiques de Teresa de Jesús, Cristòfol Colom, etc.
Molt interessat pel basc, també va ser objecte dels seus estudis filològics i així va publicar En torno a la lengua vasca 1962, i va ésser corresponsal de l'Euskaltzaindia. Públicament va expressar la seva preocupació pel seu futur i va defensar la seva protecció, demanant per a ella despertar afecte, així com per les altres llengües d'Espanya.
Va impulsar el 1935 el projecte de redactar col·lectivament una gran Historia de España, que fa poc s'ha vist per fi culminada. Obres històriques seves són La idea imperial de Carlos V (1938). Molt discutida ha estat la seva opinió sobre Bartolomé de las Casas, en qui veia poc menys que un paranoic, recollida en El padre Las Casas. Su doble personalidad, Madrid: Espasa-Calpe, 1963.
Ideòleg del nacionalisme espanyol (Castilla creó la nación por mantener su pensamiento ensanchado hacia la España toda), va defendre la castellanització de Catalunya i el País Basc, mantenia que el català era una llengua iberoromànica i no pas gal·loromànica.

## Obres
- Leyenda de los siete infantes de Lara (1896)
- Catálogo de las Crónicas Generales de España (1898)
- Antología de prosistas castellanos (1898)
- Notas para el romancero del Conde Fernán González (1899)
- Manual elemental de gramática histórica española (1904)
- El dialecto leonés (1906)
- La epopeya castellana a través de la literatura española (1910)
- Cantar del mío Cid: texto, gramática y vocabulario (1908–1912)
- Orígenes del español (1926)
- Flor nueva de romances viejos (1928)
- La España del Cid (1929)
- La idea imperial de Carlos V (1938)
- El idioma español en sus primeros tiempos (1942)
- La lengua de Cristóbal Colón (1942)
- La lengua de Cristóbal Colón y otros ensayos (1942)
- Historia y epopeya de los orígenes de Castilla (1942)
- Historia del Cid (1942)
- Toponimia ibero-vasca en la Celtiberia (1950)
- Reliquias de la poesía épica española (1952)
- Toponimia prerrománica hispana (1952–1953)
- Romancero hispánico (1953)
- Toponimia prerrománica hispana (1953)
- Poesía juglaresca y juglares (última redacció de 1957)
- En torno a la lengua vasca (1962)
- El Padre Las Casas: su verdadera personalidad (1963)
- Crestomatía del español medieval (1965–1966)
- Historia de España (iniciada el 1935 i completada en 2004)